# Gobos
I Gobos sono dei dischi in vetro o metallo che servono per proiettare immagini, testi, loghi e figure astratte.
Funzionano come delle diapositive ma hanno il vantaggio di resistere alle alte temperature dei proiettori utilizzati negli spettacoli.

## L'etimologia
L'etimologia è incerta essendovene diverse. La più attendibile è che il termine nasca negli Stati Uniti in ambito teatrale. Quando il regista voleva si oscurassero i fari del palcoscenico diceva "GO Black Out" , da cui GO-BO e poi Gobo.
Altre fonti dicono che l'origine sia la frase "Goes Before Optics".

## Come sono fatti
|                                                                    |  |
| Un gobo, mostrato a sinistra, produce il disegno mostrato a destra |  |

I gobos inizialmente erano solo in metallo, ottenuti da lamine sottili da 0.2 mm a 1mm a forma di dischi con diametri da 20 a 100 mm circa. In questo tipo di gobos l'immagine o il testo sono ottenuti "forando" la lamina. Per "forare" esistono diverse tecniche dalla fotoincisione chimica all'incisione con il laser.
Negli anni novanta nascono i gobos in vetro, ottenuti da speciali filtri ottici di vari colori. In questo modo si possono ottenere immagini molto più complesse e con tutti i colori possibili.
Con l'introduzione dei gobos in vetro nasce il problema delle riflessioni tra la lente del proiettore e la superficie specchiata del gobo.
Per una migliore definizione e particolari proiettati precisi, nei gobo in metallo spesso si usa uno spessore sottile da 0,1 mm in acciaio inox utilizzando l'incisione chimica.